# 김병조 (희극인)
김병조(金炳朝, 1950년 5월 23일(음력 4월 7일) ~ )는 대한민국의 희극인 겸 방송인이다.
본관은 광산(光山)이고, 전라남도 장성군 출생이다.
배추머리라는 닉네임하고 뽀병이 아저씨로 유명하다.

## 생애
- 종가집의 장손으로 태어났다.
- 한학을 어려서부터 배웠으며, 광주고등학교(1969년 졸업)와 중앙대학교 연극영화학과(1974년 졸업)를 졸업하고 나서, 1975년 TBC 동양방송 《살짜기 웃어예》로 데뷔했다.
- 한문과 영어 양쪽에 능하다.
- 또한 학문을 많이 익혀, 당대의 희극 배우 중 가장 똑똑했다.

- 1980년대 MBC의 버라이어티 프로그램 《일요일 밤의 대행진》에서 《일요일 밤의 뉴스 대행진》이라는 시사풍자코너를 맡았고, 이어 《일요일 밤의 대행진》의 메인 MC로 활동하였고, 당시 '살찌기 옵셔예', '지구를 떠나거라', '나가놀아라', '바람과 함께 사라지거라', '제발 교양있게 살아라', '먼저 인간이 되거라' '인간아, 인간아 왜 사니?', '안녕~ 오지마~ 와봤자 주민등록 말소야~', '인도코끼리 방구끼는 소리 하고 있네~'라는 숱한 유행어를 선보였다.

- 어린이 프로그램 《뽀뽀뽀》의 뽀병이로, 뽀식이(이용식), 뽀꽁이(인형 캐릭터)하고 항상 단짝 친구로 등장하였다.
- 어린이들을 위한 단막극 코너에 출연하기도 하였으며, 1991년 서울방송으로 이적하였다.

- 이후 1997년부터 조선대학교 사회교육원에서 명심보감과 고전을 가르치고 있다.
- 1990년부터는 전라북도 전주에서 해마다 한 번씩 열리는 "전주대사습놀이 전국대회"의 메인 MC를 매년 맡고 있다.

## 경력
- 現 조선대학교 교육대학원 초빙교수 겸 평생교육원 초빙교수
- 前 조선대학교 초빙교수
- 前 조선대학교 사회교육원 초빙교수
- 조선대학교 평생교육원 (2021년 현재 24년 째 강의 중)

## 유행어
- 살찌기 옵셔예.
- 지구를 떠나거라.
- 나가 놀아라.
- 바람과 함께 사라지거라.
- 제발 교양 있게 살아라.
- 먼저 인간이 되거라.
- 인간아, 인간아 왜 사니? 왜 살어?.
- 안녕~ 오지마~ 와봤자 주민등록 말소야~.
- 인도코끼리 방구끼는 소리 하고 있네~.
- 호박사세요.
- 한말씀더
- 속이 조까 미식 미식 하구나

## 출연작
- 《살찌기 웃어예》 (TBC)
- 《뽀뽀뽀》 (MBC)
- 《청춘만만세》 - 이동 중계차, 소문난 집, 청춘보감, 사랑과 실망 (MBC)
- 《일요일 밤의 대행진》 - 일요일 밤의 뉴스 대행진, 참깨부부 들깨부부 (MBC)
- 《일요일 일요일 밤에》(MBC)
- 《청춘행진곡》 - 짱구네 집 (MBC)
- 《김병조의 난 이렇게 산다우》 (1985년/영화)
- 《우정의 무대》 (MBC)
- 《코미디 전망대》 (SBS)
- 《주부만세》 (SBS)
- 《토요일 7시 웃으면 좋아요》 (SBS)
- 《웃으며 삽시다》 (SBS)
- 《사랑의 공개홀》 (SBS)
- 《사랑의 중계차》 (SBS)
- 《논술세대를 위한 철학 교실》 (EBS)
- 《TV쇼 진품명품》 (KBS1)
- 《1대 100》 (KBS2)
- 2021년 《스타다큐 마이웨이》 (TV조선)

## CF 활동
- 1982년 아모레퍼시픽 (푸로틴 & 파낙스 샴푸)
- 1983년 종근당 옥산콤 (feat. 이용식)
- 1984년 한화L&C 골드륨
- 1984년 일양약품 노이시린 에이겔
- 1985년 동아오츠카 썬듀
- 1985년 동전 가마솥표 꼬리곰탕 (마당쇠로 출연)
- 1985년 크린랲
- 1985년 동아제약 비오자임
- 1985년 현대 안경원
- 1985년 제일헬스사이언스 제일파프
- 1985년 ~ 1987년 빙그레 라면,아이스크림 전속 모델 (우리집 라면, 출발 5분전, 마이컵, 아하콘, 포미콘, 3시 라면, 빙그레 우유, 치즈맛바 & 자주뽀, 맛보면, 꽃게랑, 레이다, 정들면, 하이킹, 진짜이 짜장, 합격 라면 등)
- 1988년 ~ 1989년 위니아전자 (IC 냉장고 "투투", 세탁기 "예예", VTR "탤런트 Q", IC 팬히터 등)
- 1990년 ~ 1991년 일양약품 애시드린 (Feat. 배영만 & 김형곤)
- 1991년 웅진식품 웅보천 (Feat. 이경규)
- 1993년 삼일제약 그래칼
- 1993년 ~ 1994년 오리온 포카칩 (SBS 코미디언 식구들하고 함께 출연)

## 수상 내역
- MBC 연기대상 코미디부문 최우수상 (1985년)
- MBC 방송연기상 코미디부문 최우수상 수상(1988년)

## 논란
1987년 민주정의당 전당대회에서 '민주정의당은 국민에게 정을 주는 당이고, 통일민주당은 국민에게 고통을 주는 당이다'라는 민정당에서 준 원고를 읽었다가 논란으로 한 달간 방송 활동을 중지하였다.

## 가족 관계
- 어머니 ( ~ 2007년 12월 19일)
- 형제동생 : 김병오, 김병석, 김병년
- 배우자 : 김현숙 (1955년 ~ )
  - 아들 : 김형주 (1980년 ~ )